# Austin City Limits Music Festival

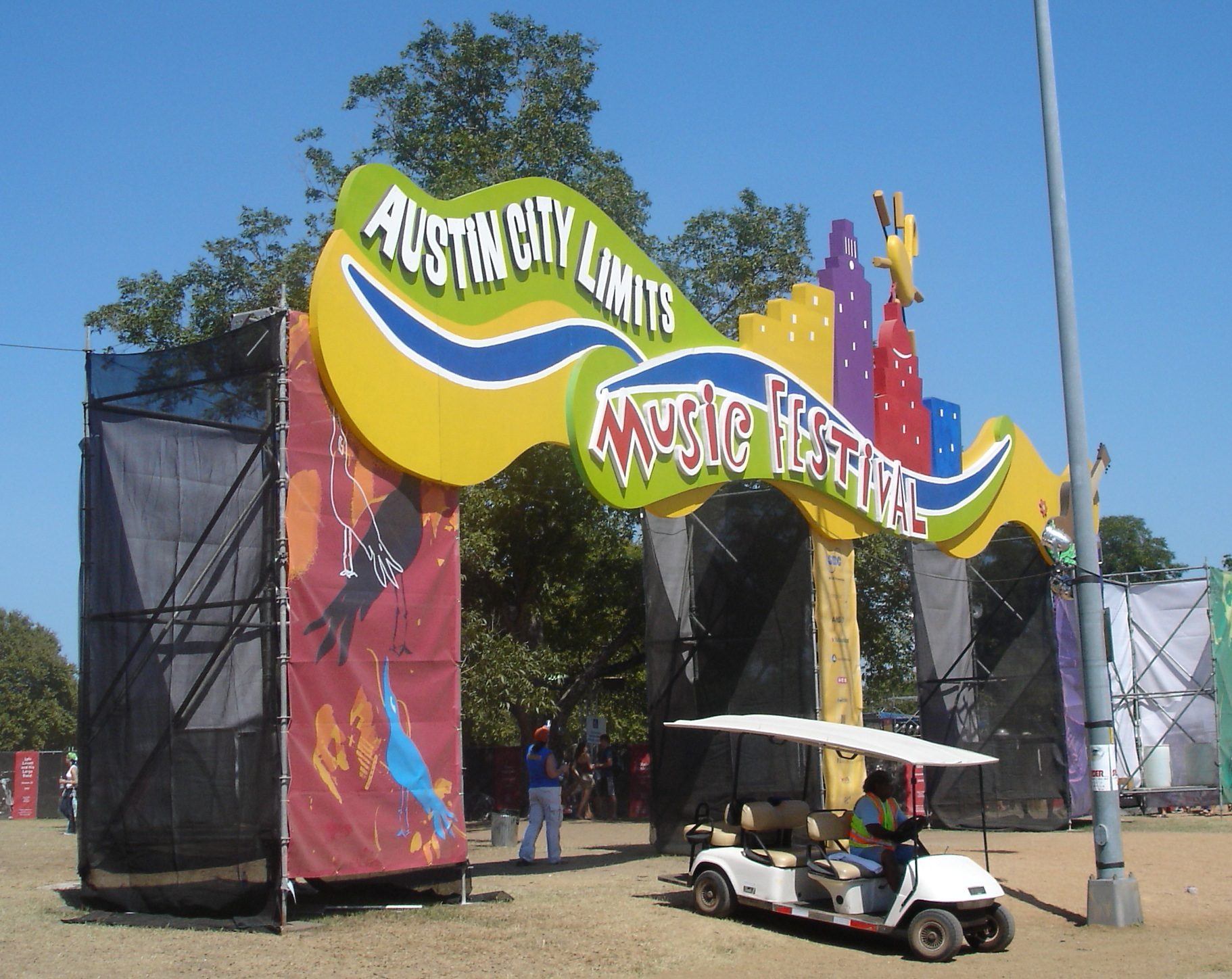
Ingången till festivalen 2005.

Austin City Limits Music Festival i Austin, Texas är en av världens största musikfestivaler där det årligen är flera tusen artister som spelar under en vecka.